# Федякин, Сергей Романович
Сергей Романович Федякин (род. 21 сентября 1954, Москва) — российский писатель и литературовед, кандидат филологических наук, доцент Литературного Института им. А. М. Горького

## Биография
Окончил Московский авиационный институт (МАИ), факультет «Автоматизированные системы управления» в 1977 году. Работал инженером Московского агрегатного завода «Дзержинец» (ныне ОАО «Аэроэлектомаш») (1977—1981); старшим инженером-программистом в ЭНИМС (1981—1983); в ГИВЦ Минпроса СССР (1983—1989).
В 1989 году окончил Литературный институт им. А. М. Горького (заочное отделение).
С конца августа 1989 года работает в Литературном институте.
В 1995 году защитил кандидатскую диссертацию «Жанр „Уединенного“ в русской литературе XX века».

## Творчество[2]
Автор учебного пособия: П. В. Басинский, С. Р. Федякин. Русская литература конца XIX — начала XX в. и эмиграции первой волны. Учебное пособие для учителей. — М.: Academia, 1999.
Автор книг в серии «Жизнь замечательных людей»:
- «Скрябин» (ЖЗЛ). — М.: Молодая гвардия, 2004. — 557 с.
- «Мусоргский» (ЖЗЛ). — М.: Молодая гвардия, 2009. — 560 c. — 3000 экз. — ISBN 978-5-235-03217-0.
- «Рахманинов» (ЖЗЛ). — М.: Молодая гвардия, 2014. — 478 c. — ISBN 978-5-235-03695-6.

## Научные интересы
литература начала XX века, Русское Зарубежье первой волны; В. В. Розанов и его окружение.